# Fons Tans
Alphonsus Hubertus Maria Johannes (Fons) Tans (Heerlen, 23 april 1948 – Baarlo, 2 september 2022) was een Nederlands politicus.

## Biografie
Tans groeide op in Kerkrade en was aan het begin van zijn loopbaan buurt- en opbouwwerker in de Limburgse mijnstreek. In 1978 werd Tans lid van de PvdA en van 1982 tot 1995 was hij namens die partij raadslid bij de gemeente Maasbree waar hij van 1986 tot 1989 tevens wethouder was. Daarnaast was hij van 1991 tot 1993 lid van het bestuur van PvdA-Limburg.
In 1995 werd Tans lid van de Provinciale Staten van Limburg en PvdA-fractievoorzitter. Zes jaar later volgde zijn benoeming tot burgemeester van Arcen en Velden. Als gevolg van een ongeluk werd hij in de periode augustus 2006 tot januari 2007 tijdelijk vervangen door Pieter van der Zaag als waarnemend burgemeester. Op 1 januari 2010 ging de gemeente Arcen en Velden op in de gemeente Venlo waarmee zijn functie kwam te vervallen.
Van november 2012 tot juni 2013 was Tans de waarnemend burgemeester van Mill en Sint Hubert.
Tans overleed op 74-jarige leeftijd.